# Chulʿ
Chulʿ (arabisch خلع, DMG ḫulʿ) bezeichnet in der islamischen Rechtswissenschaft den Selbstloskauf der Frau aus der Ehe durch Rückerstattung der Brautgabe oder eines Teils davon. Der Chulʿ ist von der Talāq-Verstoßung, die allein dem Mann zusteht, zu unterscheiden. Anders als der Talāq ist der Chulʿ kein einseitiges Rechtsgeschäft (īqāʿ), das allein durch eine Willenserklärung der Ehefrau Rechtswirkung erlangt, sondern ein Vertrag, weil er nur wirksam wird, wenn der Ehemann ihm zustimmt.
Etymologisch leitet sich der Begriff vom arabischen Verb ḫalaʿa ab, welches das Ablegen oder Ausziehen eines Kleidungsstücks beschreibt, in diesem Fall aber die Aufgabe der Autorität über eine Ehefrau meint. Der Begriff wird allerdings auch als Anspielung auf die koranische Metapher von Sure 2:187 interpretiert, in der Mann und Frau als Kleider beschrieben werden, die sich gegenseitig bedecken. Vor diesem Hintergrund bringt der Begriff die Abneigung der Frau gegenüber der Nähe ihres Mannes zum Ausdruck.

## Grundlage in Koran und Hadith
Als Rechtsinstitut stützt sich der Chulʿ auf die koranische Bestimmung in Sure 2:229, der zufolge die Ehefrau für den Fall, dass die Übertretung eines göttlichen Verbots zu befürchten ist, sich freikaufen darf. Nach der Prophetenüberlieferung wurde damit der erste Teil des Verses 2:229, in dem den Männern verboten wurde, bei Verstoßung ihrer Ehefrauen etwas von ihrem Vermögen einzubehalten, um eine Ausnahme ergänzt. Offenbarungsanlass für diese Aussage soll der Fall der Ehefrau des Prophetengefährten Thābit ibn Qais gewesen sein, die zum Propheten Mohammed kam und sagte: „Bei Gott, ich habe nichts an Thābit hinsichtlich Religion (dīn) oder Charakter (ḫuluq) auszusetzen, aber ich halte ihn nicht aus vor Hass (lā uṭīqu-hū buġḍan). Nach der genannten Überlieferung fragte sie der Prophet, ob sie bereit sei, den von ihm erhaltenen Garten zurückzugeben. Als sie dies bejahte, forderte der Prophet Thābit auf, den Garten zurückzunehmen, nicht aber mehr zu verlangen.“

## Regeln im klassischen islamischen Recht
Es besteht weitgehende Einigkeit darüber, dass der Chulʿ dieselben Rechtsfolgen hat wie der unwiderrufliche Talāq. Nur die Hanbaliten und einige Schafiiten meinen, dass damit die Ehe nichtig wird. Die von der Frau zu leistende Entschädigung (badal, ʿiwaḍ, fidya oder ḫulʿa) kann aus dem Verzicht auf das gestundete Brautgeld (mahr muʾaǧǧal), Unterhaltsleistungen für die Kinder oder einem anderen Nutzen für den Ehemann bestehen.

## Moderne Rechtslage
Der Chulʿ spielt eine wichtige Rolle in den modernen Gesetzen zur Reform des islamischen Eherechts. In Ägypten wurde im Jahr 2000 Ehefrauen durch eine Familienrechtsreform ermöglicht, im Rahmen des Chulʿ selbständig und gegen den Willen des Ehemannes die Scheidung zu betreiben, ohne dass dafür Gründe, die ausschließlich in der Sphäre des Ehemannes liegen, nachweisbar sind. Der betreffende Artikel lautet:

„Die Ehepartner können den Selbstloskauf der Frau aus der Ehe vereinbaren. Wenn sie sich nicht darüber einigen können, die Frau eine Klage auf Selbstloskauf aus der Ehe erhebt und sich frei kauft, indem sie auf alle finanziellen Ansprüche verzichtet und die Brautgabe dem Ehemann zurückerstattet, spricht das Gericht ein Scheidungsurteil aus.“

Nach diesem Vorbild haben in der Folge auch mehrere andere arabische Staaten einen Selbstloskauf der Frau aus der Ehe gesetzlich verankert, so Algerien, Bahrain, Jordanien, Marokko und Katar. Andere Staaten (Irak, Jemen, Libyen, Mauretanien, Oman, Palästina, Sudan, Syrien, Saudi-Arabien) halten an einem Zustimmungserfordernis des Mannes bei einem Selbstloskauf aus der Ehe fest, so dass die Frau ihre Gründe vortragen muss, um eine gerichtliche Scheidung zu erwirken. Wenn der Mann dann die Zustimmung verweigert, muss der Richter sich um eine Versöhnung bemühen. Wenn diese misslingt, kann der Richter die Eheleute trennen. Im Westjordanland und in den Vereinigten Arabischen Emiraten ist ein Loskauf aus der Ehe gegen den Willen des Mannes mit richterlicher Trennung nur vor deren Vollzug möglich.
Einige arabische Länder haben in ihren Gesetzen bestimmte Formen eines Lösegelds bzw. Aufrechnens ausgeschlossen, so den Verzicht auf die Personensorge der Frau für die Kinder (Bahrain, Jordanien, Oman, Palästina, Sudan, Syrien) und die finanziellen Unterhaltsansprüche der Kinder (Marokko, Oman, Palästina, Sudan, Syrien). In Libyen ist dagegen der Verzicht auf die tatsächliche Personensorge als eine Form des Lösegeldes erlaubt. Da die Gefahr besteht, dass Ehemänner ihre Ehefrauen dazu drängen, einen Selbstloskauf gegen Entgelt zu fordern, um Scheidungskosten zu vermeiden, sieht der marokkanische Gesetzgeber eine Rückerstattungsformel für ein gezahltes Lösegeld für den Fall vor, dass ein Zwang oder eine Schädigung vom Mann ausgegangen ist. In diesem Fall wird die Ehe nachträglich durch Verstoßung beendet, die eine entsprechende Entschädigung für die Frau vorsieht.